# Rhyticeros undulatus

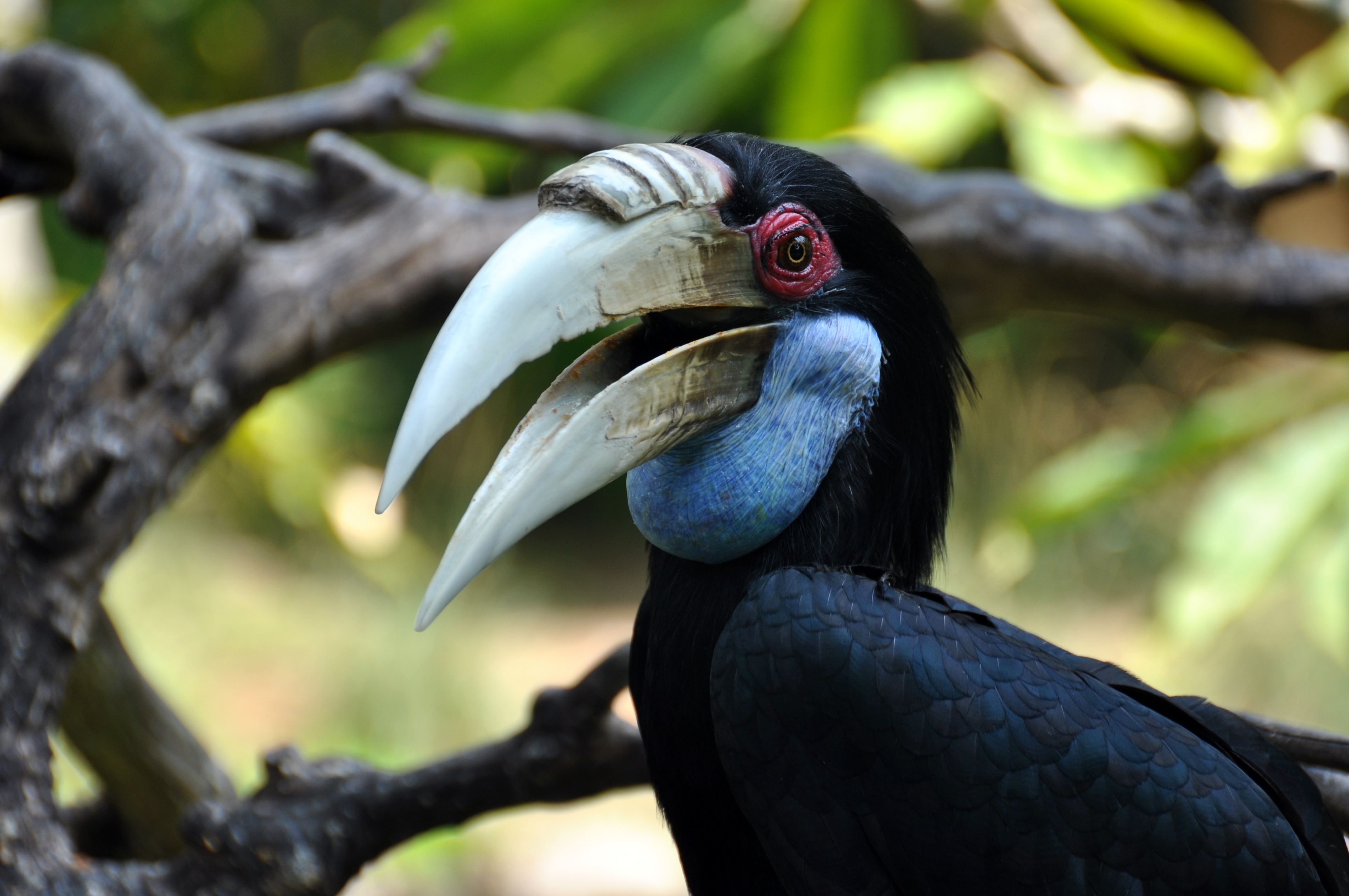
Una femmina di bucero ondulato.

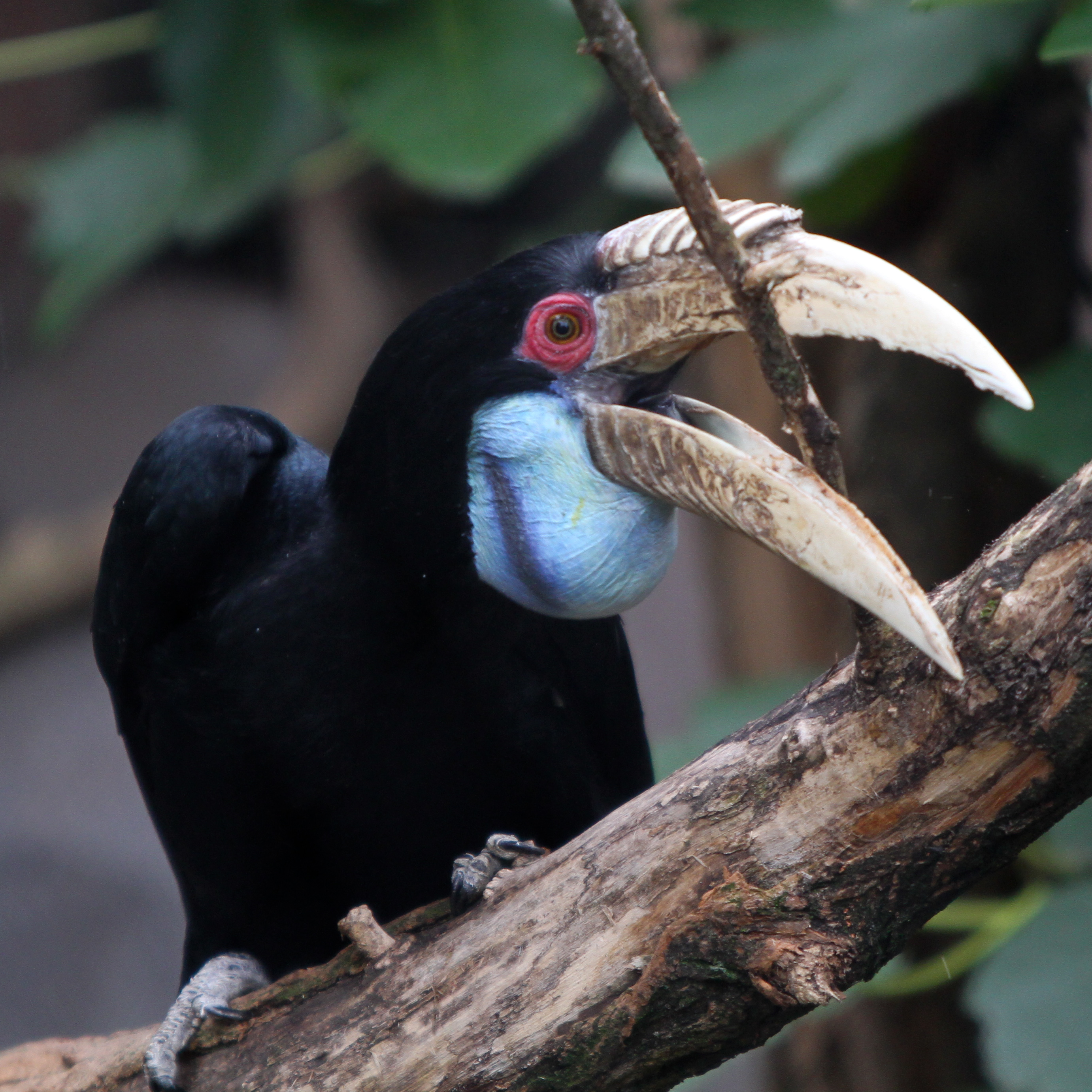
In questa femmina sono chiaramente riconoscibili i segni blu-nerastri ai lati della sacca golare.

Il bucero ondulato (Rhyticeros undulatus (Shaw, 1812)) è un uccello della famiglia dei Bucerotidi originario del Sud-est asiatico. Come tutti i buceri, nidifica nelle cavità degli alberi. La femmina trascorre i tre mesi della stagione riproduttiva murata all'interno della cavità del nido, collegata all'aperto solo attraverso una stretta fessura. Durante questo periodo, lei e in seguito i nidiacei che escono dalle uova vengono nutriti dal maschio.
Nel 2018 il bucero ondulato è stato valutato dalla Lista Rossa delle specie minacciate della IUCN come «specie vulnerabile» (Vulnerable).

## Descrizione
Il bucero ondulato raggiunge una lunghezza del corpo compresa tra 75 e 85 centimetri ed è pertanto uno dei buceri di maggiori dimensioni. Nel maschio il becco misura in media 20,2 centimetri, mentre nella femmina è un po' più piccolo, misurando in media 16,2 centimetri. Il dimorfismo sessuale è ben pronunciato.

### Maschio
Il vertice e la nuca del maschio sono di colore bruno-rossastro. La faccia, la fronte e la parte anteriore del collo variano dal bianco al color crema. Il piumaggio del corpo e le ali sono neri. La parte superiore del corpo presenta dei riflessi verde metallico chiaramente evidenti. Le timoniere sono bianche senza alcuna traccia di nero.
Il becco è di colore giallo pallido con la base bruno-arancio scuro. Il casco presenta una serie di solchi o scanalature trasversali poco profondi. La pelle nuda intorno all'occhio è rossa, le palpebre sono rosa. La sacca golare nuda è particolarmente grande, come in tutte le specie del genere Rhyticeros: è di colore giallo con una banda blu-nerastra. Gli occhi sono di colore rosso con uno stretto anello oculare giallo pallido. Le zampe e i piedi sono grigio-oliva.

### Femmina e giovane
Le femmine adulte sono più piccole dei maschi e hanno la testa e il collo neri. La pelle senza piume intorno all'occhio è color carne, la sacca golare è blu e, come quella del maschio, presenta una banda di colore blu-nerastro nel mezzo. Gli occhi sono marrone scuro con uno stretto bordo blu.
Nei giovani esemplari entrambi i sessi mostrano inizialmente un piumaggio che ricorda quello del maschio. Le femmine adolescenti mutano il piumaggio di testa e collo, che diventa scuro come quello delle femmine adulte, all'età di sette-otto mesi. Il becco è di colore da bianco a giallo chiaro e il casco non si è ancora sviluppato. Gli occhi sono inizialmente blu pallido.
Negli esemplari che non hanno ancora raggiunto la maturità sessuale il casco inizia a svilupparsi all'età di circa sei mesi. All'età di un anno compaiono i primi solchi trasversali sul terzo posteriore del casco. Fondamentalmente, si sviluppa un solco ogni anno di vita; tuttavia, il numero di scanalature trasversali è adatto come indicatore dell'età di un individuo solo fino a quando la crescita del casco non è completata del tutto. In seguito, infatti, il numero dei solchi può ridursi a causa dell'usura del becco.

### Specie simili
Il bucero ondulato è molto simile nell'aspetto al bucero birmano, e i due condividono l'areale nella zona dove quest'ultimo è presente, dalla Birmania alla penisola malese. Il bucero ondulato, tuttavia, è un po' più grande. Il bucero birmano è anche privo della banda blu-nerastra ai lati della sacca golare. Anche la forma delle ali delle due specie differisce in modo sorprendente: nel bucero birmano le remiganti primarie sono più lunghe di otto centimetri rispetto alle remiganti secondarie, mentre nel bucero ondulato le remiganti primarie e secondarie sono della stessa lunghezza.

## Biologia

### Comportamento

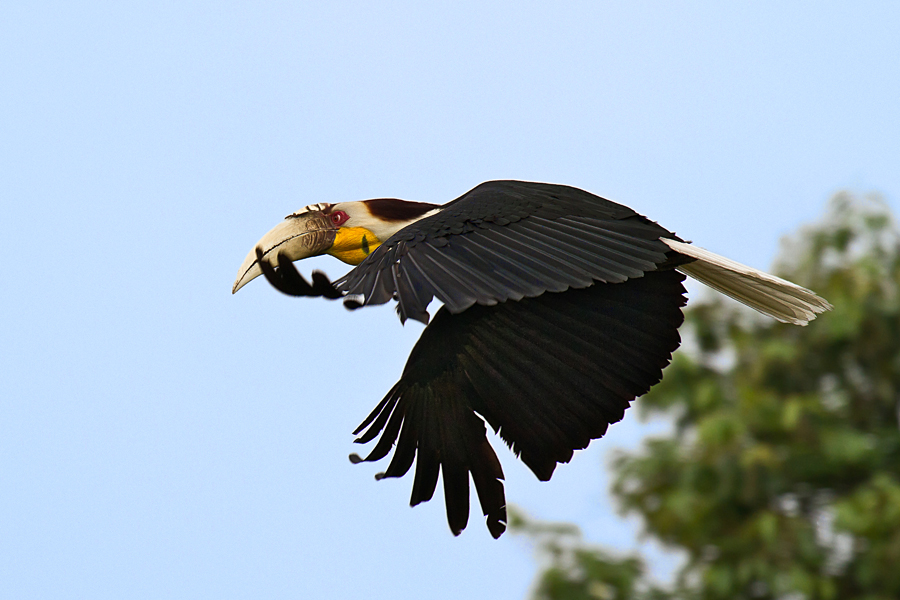
Un maschio in volo.

Il bucero ondulato è una specie non territoriale che conduce un'esistenza nomade; di solito vive in coppie o in gruppi composti da quattro a 14 individui che vagano ogni giorno su un'area di oltre 100 chilometri quadrati. Volano regolarmente ad un'altezza di 300 metri sopra le cime degli alberi. Durante le sue incursioni il bucero vola anche verso isole che non sono visibili dalla costa continentale. Durante queste spedizioni, gli può capitare di volare su aree non boscose per distanze che raggiungono i 30 chilometri e a Bali e Giava i singoli gruppi si spostano tra le due isole ogni giorno.
Il legame di coppia viene mantenuto anche all'interno degli stormi. Gli esemplari accoppiati restano vicini gli uni agli altri e occasionalmente passano in un altro gruppo. Dopo la stagione riproduttiva, possono essere osservati con regolarità piccoli gruppi familiari di tre esemplari, con i genitori accompagnati dal giovane dell'anno corrente. Gli uccelli subadulti vivono per lo più in gruppi a parte, dove è spesso facile osservare corteggiamenti mediante offerte di cibo.
Al di fuori della stagione riproduttiva i buceri ondulati si possono trovare in luoghi di riposo comuni. In casi eccezionali, fino a 1000 esemplari trascorrono la notte in un dormitorio comune, distribuito su più alberi. Gli uccelli arrivano in queste aree di sosta al crepuscolo e le lasciano con la prima luce del mattino. In alcuni casi tali aree di sosta possono essere utilizzate anche per diversi anni. Il numero degli uccelli che è possibile trovare in un luogo di riposo può variare notevolmente. I gruppi che si radunano nelle aree di riposo durante la pausa di metà giornata o sugli alberi da frutto particolarmente carichi sono più piccoli e generalmente non superano i 40 individui. All'interno del gruppo gli uccelli si tengono in contatto tra loro attraverso i richiami ad alto volume, il forte suono dei battiti d'ala e la straordinaria colorazione del sacco golare.

### Alimentazione

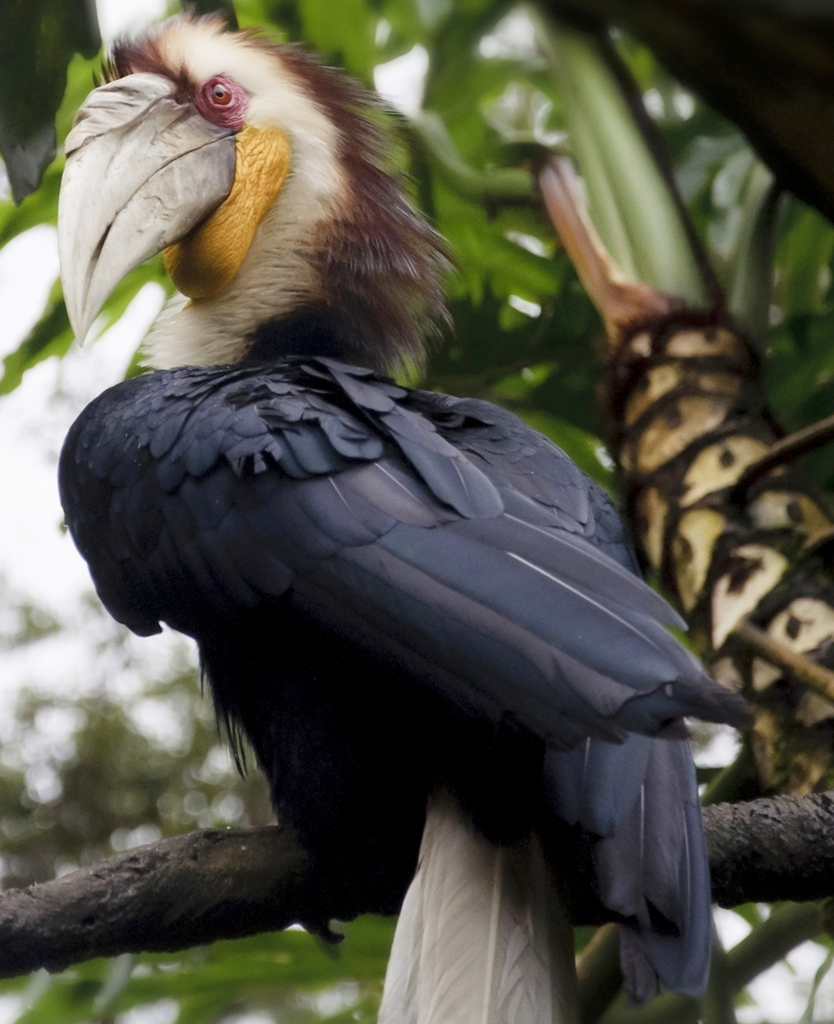
Un maschio di bucero ondulato.

Il bucero ondulato è una specie estremamente onnivora che sfrutta una vasta gamma di risorse alimentari. Esso mostra un'adattabilità simile anche quando è alla ricerca di cibo: sfrutta le fonti di cibo presenti sia nella parte superiore della cima degli alberi, dove salta da un ramo all'altro, che quelle sul terreno. Usa il becco per strappare la corteccia degli alberi o rimuovere il rivestimento dai frutti presenti nelle capsule. Quando è in cerca di cibo, si dedica allo stesso tempo a raccogliere la frutta e a cercare animaletti nelle vicinanze. Nel complesso, tuttavia, le proteine animali costituiscono meno del 10% della dieta.
I fichi ricchi di zuccheri, che svolgono un ruolo molto importante nella dieta di molti buceri asiatici, costituiscono anche solo il 10% della dieta del bucero ondulato al di fuori della stagione riproduttiva. Presso le coppie riproduttrici in Thailandia, tuttavia, i fichi rappresentavano il 57% del cibo che il maschio portava al nido. Nel Borneo una parte consistente della dieta è costituita dalle drupe e dalle bacche delle Burseracee e delle Lauracee. Sugli alberi carichi di frutti si radunano regolarmente diverse specie di uccelli, tra cui altri buceri, spesso più piccoli. In generale, in tali circostanze, il bucero ondulato è meno assertivo nei confronti degli altri uccelli rispetto ad altre specie più strettamente dipendenti dalla frutta.
Tra le prede animali figurano uccelli, che di solito cattura quando sono nel nido, uova di uccelli, raganelle, pipistrelli, serpenti, lucertole, lumache e insetti quali grandi coleotteri. Cattura e divora anche ragni, millepiedi e granchi. Probabilmente, come tutti i buceri, il bucero ondulato non beve mai. Gli esemplari cresciuti in cattività, infatti, non sono mai stati visti sfruttare l'acqua a disposizione, pur avendone la possibilità.

### Riproduzione

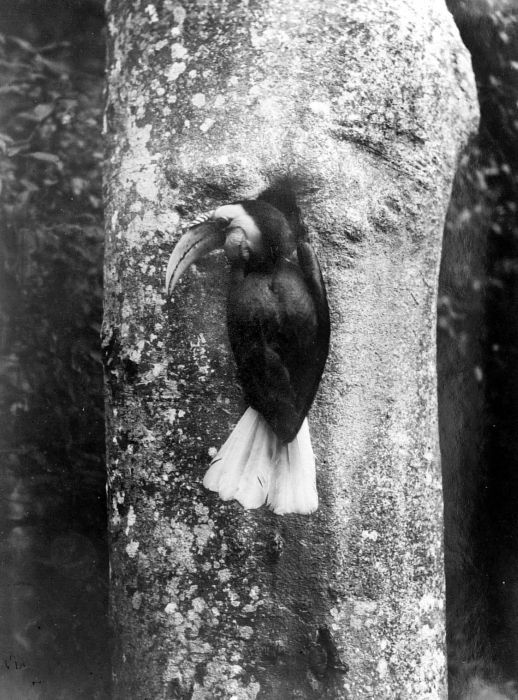
Bucero ondulato davanti al nido in una foto del 1936.

I buceri ondulati sono uccelli monogami. A differenza di un certo numero di altri buceri, non sono nemmeno territoriali e si limitano a difendere solo l'area immediatamente attorno alla cavità del nido. Gli esemplari accoppiati si nutrono spesso a vicenda e si puliscono reciprocamente il piumaggio.
Il periodo di nidificazione varia a seconda della distribuzione geografica. Nell'Assam, in India, i buceri ondulati si riproducono da aprile a giugno, quando il clima è leggermente più fresco. Nel Borneo si riproducono soprattutto da gennaio a maggio, quando un numero particolarmente elvato di alberi fruttifica. Il numero di uova per covata è noto solamente negli esemplari in cattività. Presso le coppie in questione la femmina di solito deponeva due, raramente solo una o addirittura tre uova. Nei casi finora osservati, tuttavia, solo un giovane per nidiata riusciva a raggiungere l'età dell'involo. Le uova vengono deposte ad intervalli di diversi giorni, pertanto la loro schiusa avviene in modo asincrono. A causa di tale discordanza della schiusa, il più anziano dei nidiacei è più grande e determinato, quindi solo lui riesce a crescere a scapito dei fratelli.
Per nidificare, i buceri ondulati utilizzano le cavità naturali degli alberi, di solito quelle situate tra 18 e 26 metri dal suolo. L'ingresso alla cavità di cova di solito è grande abbastanza da consentire alla femmina di scivolarvi dentro. Nel caso di un nido attentamente esaminato, l'ingresso aveva inizialmente un diametro di 13 centimetri. Dopo essere stato murato, era rimasta aperta solo una fessura larga da 3,5 a 4 centimetri. Il maschio non partecipa alla muratura dell'ingresso: esso è compito esclusivo della femmina, che per fare questo usa i suoi escrementi, gli avanzi di cibo, i trucioli e il materiale simile trovato all'interno della cavità e, talvolta, anche le piume. La cavità viene mantenuta pulita dalle feci attraverso la fessura, dalla quale vengono gettati via anche i residui di cibo. Il giovane mostra un comportamento simile in seguito.
Il maschio ingoia il cibo che viene immagazzinato nel gozzo e durante la giornata ritorna al nido a intervalli di 1,5-4 ore. La femmina riceve il cibo da lui e lo passa al giovane anche quando è relativamente cresciuto.
La stagione riproduttiva effettiva ha inizio quando la coppia comincia a frequentare sempre più l'area in cui in seguito nidificheranno. In questo periodo i buceri ondulati diventano anche più aggressivi. L'intero periodo di nidificazione dura tra 111 e 137 giorni. Durante i primi 13-14 giorni la femmina si è già insediata all'interno della cavità ma non ha ancora deposto le uova. Queste vengono incubate per circa 40 giorni. Il periodo di allevamento del nidiaceo è di 90 giorni e la femmina di solito lascia la cavità insieme a lui.

## Distribuzione e habitat
L'areale del bucero ondulato non è noto con esattezza a causa della confusione con il bucero birmano. Tuttavia, adesso possiamo stabilire con un alto grado di certezza che esso si estende dall'India orientale, in direzione sud, dal Bhutan alla Birmania, comprese alcune isole dell'arcipelago di Mergui. L'areale comprende anche Thailandia, Cambogia, Vietnam, Laos e penisola malese, oltre a Sumatra, isole Lingga e Batu, Giava, Bali e Borneo.
L'habitat del bucero ondulato è costituito dalle grandi foreste primarie sempreverdi. Abita in particolare nelle foreste di montagna e si osserva regolarmente fino a 1675 metri di altitudine. In Birmania, tuttavia, è stato osservato anche ad altitudini di 2560 metri. Si incontra anche in foreste dove vengono praticati gli abbattimenti selettivi degli alberi.

## Rapporti con l'uomo
Almeno nella prima metà del XX secolo è stato riferito che le popolazioni indigene presenti nel suo areale tenevano il bucero ondulato come animale domestico. Per fare questo, i buceri dovevano essere catturati in giovane età; gli esemplari adulti, una volta catturati e messi in cattività, infatti, possono essere molto aggressivi nei confronti del proprietario. Negli anni '20, nello stato indiano dell'Assam, i buceri ondulati venivano uccisi e usati per produrre farmaci tradizionali.